# Christiane Gatz
Christiane Gatz (* 1958) ist eine deutsche Professorin für Molekularbiologie der Pflanze.

## Leben
1985 wurde sie an der Technischen Universität Darmstadt promoviert. An der University of Wisconsin–Madison war sie dann Postdoc.
Ihre Habilitation fand 1992 statt an der Freien Universität Berlin.
An der Universität Bielefeld war sie von 1993 bis 1995 Professorin.
1994 bekam sie den Alfried-Krupp-Förderpreis für junge Hochschullehrer.
Seit 1996 ist sie Professorin an der Georg-August-Universität Göttingen.
Ihre Forschungen finden statt im Schwann-Schleiden-Forschungszentrum für Molekulare Zellbiologie an der Pflanze Acker-Schmalwand, beispielsweise zum Thema Jasmonsäure oder zur Verticillium-Welke.